# Miami Open 2016
Die Miami Open 2016 waren ein Tennisturnier der WTA Tour 2016 für Damen und ein Tennisturnier der ATP World Tour 2016 für Herren auf Key Biscayne bei Miami, welche zeitgleich vom 21. März bis zum 3. April 2016 stattfanden. Ausgetragen wurde es im Tennis Center at Crandon Park.

## Herrenturnier
→ Hauptartikel: Miami Open 2016/Herren
→ Qualifikation: Miami Open 2016/Herren/Qualifikation

## Damenturnier
→ Hauptartikel: Miami Open 2016/Damen
→ Qualifikation: Miami Open 2016/Damen/Qualifikation